# Mesanthura romulea
Mesanthura romulea är en kräftdjursart som beskrevs av Gary C.B. Poore och Lew Ton 1986. Mesanthura romulea ingår i släktet Mesanthura och familjen Anthuridae. Inga underarter finns listade i Catalogue of Life.